# Рабство в Корее
Рабство присутствовало в Корее на протяжении многих веков. Оно было отменено в конце XIX, но даже в XXI веке как в Южной, так и в Северной Корее встречаются случаи использования подневольного труда.

## История
Рабство существовало в Корее ещё до периода Силла (2000 лет назад). В X веке количество рабов стало постепенно сокращаться, однако несколько восстаний рабов в конце периода Корё способствовали увеличению их численности. Рабы, известные как ноби (кор. 노비?, 奴婢?, также называемые крепостными)), представляли крупную социальную группу: в 1690 году количество ноби оценивалось в 37 % всего населения (однако в другие века их процент падал до 10); институт рабства называется «очень важным» для средневековой Кореи, «возможно, для Кореи рабство было важнее, чем для всех остальных восточноазиатских стран». Рост населения, побеги и изменения в сельском хозяйстве и экономике привели к уменьшению количества ноби до 1,5 %  к 1858 году. Политика общей эмансипации началась с 1775, а с 1801 года государство начало освобождать своих рабов. Наследственная передача статуса ноби исчезла в 1886—1887 годах, рабство было поставлено вне закона реформой года Кабо (1894—1895), а полное исчезновение его произошло только в 1930-х годах, после японской оккупации.
До Второй мировой войны некоторых корейцев принуждали к труду японские власти, принимая во внимание условия труда, эта практика часто сравнивается с рабством, в частности, женщины, которых принуждала к проституированию японская армия, находились на положении рабынь.

## Подневольный труд в современной Корее
Хотя рабство де-юре нелегально во всех странах мира, фактически существуют современные разновидности рабства.

### Рабство в Северной Корее
Отчёт ООН перечисляет рабство среди прочих преступлений против человечества, происходящих в КНДР.
По абсолютному количеству лиц, занимающихся принудительным трудом, Северная Корея занимает 63-е место (108 200).

### Рабство в Южной Корее
Некоторые нарушения прав работников сравниваются с рабством, в особенности положение инвалидов на южнокорейских соляных фермах.
По абсолютному количеству лиц, занимающихся подневольным трудом, Южная Корея в 2014 году занимала 128-е место в мире (Global Slavery Index), оценка — около 93 700 .